# Argyrolepidia cremor
Argyrolepidia cremor là một loài bướm đêm trong họ Noctuidae.